# Адам Понінський
Адам Понінський, Адам Кароль Понінський (*1732 р. — †23 липня 1798 р.) — князь (1773), державний діяч Речі Посполитої: Кухмістр великий коронний, підскарбій великий коронний (1775—1791). Представник проросійської партії шляхти.

## Життєпис
Походив зі шляхетського роду Понінських гербу Лодзя. Старший син старости бабімостовского і стольника вшовського Мацея Понінського від першого шлюбу з Франціскою Шолдрською.
7 травня 1764 року посол познанський Адам Понінський підписав маніфест про закликання до Польщі російських військ для захисту конвокаційного сейму. У серпні 1764 р. на елекційному сеймі підтримав обрання Станіслава Августа Понятовського на польський престол.
На початку правління Станіслава Понятовського Адам Понінський належав до гетьманської партії, тобто партії великого гетьмана коронного Яна Клеменса Браницького. У 1767 р. Адам Понінський був одним з творців Радомської конфедерації у Великій Польщі. 23 жовтня 1767 р. ввійшов до складу сеймової делегації, яка змушена була під тиском російського посла М. В. Рєпніна погодитися на укладення вічного миру з Росією.
У жовтні 1772 р. польський король Станіслав Август Понятовський під тиском послів Росії, Пруссії та Австрії скликав сейм, який повинен був офіційно затвердити Перший поділ Речі Посполитої. Спочатку сенат відмовився визнати поділ Речі Посполитої. Тоді російський посол граф Отто Магнус фон Штакельберг підкупив Адама Понінського. Понінський розумів, що іноземні держави потребуватимуть людину, яка погодилася б провести на сеймі підтвердження їх окупацій, тому він замислив план своєї кар'єри на випадок нещастя Батьківщини. Російські, прусські та австрійські посланці пообіцяли йому 3 000 дукатів платні на місяць і підтримку.
15 квітня 1773 р. Кухмістр великий коронний Адам Понінський зібрав 75 коронних і 6 литовських депутатів та намовив їх влаштувати конфедерацію. Вони обрали Понінського маршалком коронної конфедерації. 19 квітня, в день відкриття сейму, Адам Понінський був обраний сеймовим маршалком, незважаючи на протест депутатів з Тадеушем Рейтаном. 24 квітня 1773 р. король зі всіма сенаторами підписав акт конфедерації, визнавши призначення Понінського. Сеймовий маршалок вніс проект призначення сеймової делегації і дарування їй повноважень вести переговори з трьома державами про розподіл і про нову форму правління Речі Посполитої. Сам Адам Понінський власне і очолив цю сеймову делегацію. 18 вересня 1773 р. делегація підписала три договори, в яких вона від імені Речі Посполитої відмовлялася на користь Австрії, Пруссії і Росії від усіх претензій на зайняті ними польські землі.
У 1773 р. Адаму Понінському був наданий князівський титул. У 1775 р. він викупив у Теодора Весселя посаду підскарбія великого коронного. Пізніше Адам Понінський, оголошений в 1785 р. банкрутом, відкрито став платним агентом російських послів, отримуючи від них великі грошові суми. 1 вересня 1790 р. Чотирирічний сейм оголосив про вигнання з Польщі Адама Понінського, який був позбавлений всіх титулів і посад. Він виїхав з м. Варшави в австрійську Галичину, де він володів маєтками. 13 травня 1793 р. Тарговицька конфедерація скасувала вирок Адаму Понінському, дозволивши йому повернутися, і повернула його титули.
У 1773 р. став кавалером Ордена Білого Орла, що був у нього відібраний в 1790 р.. У 1777 р. вступив у масонську ложу.

## Родина
Адам Понінський був одружений з княжною Жозефе Любомирською, старшою дочкою хорунжого великого коронного Єжи Ігнаци Любомирського (пом. 1753 р.) і баронеси Іоанни фон Штейн, у шлюбі з якою мав трьох синів: Адама, Кароля та Олександра.